# Grobogan (Mojowarno)
Grobogan is een bestuurslaag in het regentschap Jombang van de provincie Oost-Java, Indonesië. Grobogan telt 4823 inwoners (volkstelling 2010).